# Dasyphora
Dasyphora is een geslacht van insecten uit de familie van de echte vliegen (Muscidae), die tot de orde tweevleugeligen (Diptera) behoort.

## Soorten
- D. albofasciata (Macquart, 1839)
- D. penicillata (Egger, 1865)
- D. pratorum (Meigen, 1826)